# Thagria sandakanensis
Thagria sandakanensis är en insektsart som beskrevs av Nielson 1977. Thagria sandakanensis ingår i släktet Thagria och familjen dvärgstritar. Inga underarter finns listade i Catalogue of Life.